# Pireella mariae
Pireella mariae är en bladmossart som beskrevs av Jules Cardot 1913. Pireella mariae ingår i släktet Pireella och familjen Pterobryaceae. Inga underarter finns listade i Catalogue of Life.